# Petur Knudsen
Petur Knudsen (Saltangará, 21 aprile 1998) è un calciatore faroese, attaccante del NSÍ Runavík e della nazionale faroese.

## Biografia
È figlio dell'ex calciatore Jens Martin Knudsen.

## Carriera

### Club
Ha giocato nella massima serie delle Fær Øer. Inoltre, ha giocato 10 partite nei turni preliminari delle coppe europee, dove ha messo a segno tre reti.
Il 30 giugno 2021 viene acquistato dal Lyngby.

### Nazionale
Il 28 marzo 2021 ha esordito con la nazionale faroese giocando l'incontro perso 3-1 contro l'Austria, valido per le qualificazioni al campionato mondiale di calcio 2022.

## Statistiche

### Cronologia presenze e reti in nazionale
| Cronologia completa delle presenze e delle reti in nazionale ― Fær Øer | Cronologia completa delle presenze e delle reti in nazionale ― Fær Øer | Cronologia completa delle presenze e delle reti in nazionale ― Fær Øer | Cronologia completa delle presenze e delle reti in nazionale ― Fær Øer | Cronologia completa delle presenze e delle reti in nazionale ― Fær Øer | Cronologia completa delle presenze e delle reti in nazionale ― Fær Øer | Cronologia completa delle presenze e delle reti in nazionale ― Fær Øer | Cronologia completa delle presenze e delle reti in nazionale ― Fær Øer |
| Data                                                                   | Città                                                                  | In casa                                                                | Risultato                                                              | Ospiti                                                                 | Competizione                                                           | Reti                                                                   | Note                                                                   |
| ---------------------------------------------------------------------- | ---------------------------------------------------------------------- | ---------------------------------------------------------------------- | ---------------------------------------------------------------------- | ---------------------------------------------------------------------- | ---------------------------------------------------------------------- | ---------------------------------------------------------------------- | ---------------------------------------------------------------------- |
| 28-3-2021                                                              | Vienna                                                                 | Austria                                                                | 3 – 1                                                                  | Fær Øer                                                                | Qual. Mondiali 2022                                                    | -                                                                      | 74’                                                                    |
| 4-6-2021                                                               | Tórshavn                                                               | Fær Øer                                                                | 0 – 1                                                                  | Islanda                                                                | Amichevole                                                             | -                                                                      | 84’                                                                    |
| 7-6-2021                                                               | Tórshavn                                                               | Fær Øer                                                                | 5 – 1                                                                  | Liechtenstein                                                          | Amichevole                                                             | -                                                                      | 46’                                                                    |
| 4-9-2021                                                               | Tórshavn                                                               | Fær Øer                                                                | 0 – 1                                                                  | Danimarca                                                              | Qual. Mondiali 2022                                                    | -                                                                      | 90’                                                                    |
| 12-10-2021                                                             | Tórshavn                                                               | Fær Øer                                                                | 0 – 1                                                                  | Scozia                                                                 | Qual. Mondiali 2022                                                    | -                                                                      | 59’                                                                    |
| 12-11-2021                                                             | Copenaghen                                                             | Danimarca                                                              | 3 – 1                                                                  | Fær Øer                                                                | Qual. Mondiali 2022                                                    | -                                                                      | 80’                                                                    |
| 15-11-2021                                                             | Netanya                                                                | Israele                                                                | 3 – 2                                                                  | Fær Øer                                                                | Qual. Mondiali 2022                                                    | -                                                                      | 80’                                                                    |
| 26-3-2022                                                              | Gibilterra                                                             | Gibilterra                                                             | 0 – 0                                                                  | Fær Øer                                                                | Amichevole                                                             | -                                                                      | 62’                                                                    |
| 29-3-2022                                                              | San Pedro del Pinatar                                                  | Fær Øer                                                                | 1 – 0                                                                  | Liechtenstein                                                          | Amichevole                                                             | -                                                                      | 61’                                                                    |
| 17-6-2023                                                              | Tórshavn                                                               | Fær Øer                                                                | 0 – 3                                                                  | Rep. Ceca                                                              | Qual. Euro 2024                                                        | -                                                                      | 58’                                                                    |
| 20-6-2023                                                              | Tórshavn                                                               | Fær Øer                                                                | 1 – 3                                                                  | Albania                                                                | Qual. Euro 2024                                                        | -                                                                      | 65’                                                                    |
| 16-11-2023                                                             | Oslo                                                                   | Norvegia                                                               | 2 – 0                                                                  | Fær Øer                                                                | Amichevole                                                             | -                                                                      | 61’ 79’                                                                |
| 26-3-2024                                                              | Brøndbyvester                                                          | Danimarca                                                              | 2 – 0                                                                  | Fær Øer                                                                | Amichevole                                                             | -                                                                      | 46’                                                                    |
| 8-6-2024                                                               | Tallinn                                                                | Estonia                                                                | 4 – 1                                                                  | Fær Øer                                                                | Coppa del Baltico 2024                                                 | 1                                                                      | 62’                                                                    |
| 11-6-2024                                                              | Liepāja                                                                | Lettonia                                                               | 1 – 0                                                                  | Fær Øer                                                                | Coppa del Baltico 2024                                                 | -                                                                      | 57’                                                                    |
| 7-9-2024                                                               | Tórshavn                                                               | Fær Øer                                                                | 1 – 1                                                                  | Macedonia del Nord                                                     | UEFA Nations League 2024-2025 - 1º turno                               | -                                                                      | 84’                                                                    |
| 10-9-2024                                                              | Riga                                                                   | Lettonia                                                               | 1 – 0                                                                  | Fær Øer                                                                | UEFA Nations League 2024-2025 - 1º turno                               | -                                                                      | 83’                                                                    |
| 10-10-2024                                                             | Tórshavn                                                               | Fær Øer                                                                | 2 – 2                                                                  | Armenia                                                                | UEFA Nations League 2024-2025 - 1º turno                               | -                                                                      | 61’                                                                    |
| 14-11-2024                                                             | Erevan                                                                 | Armenia                                                                | 0 – 1                                                                  | Fær Øer                                                                | UEFA Nations League 2024-2025 - 1º turno                               | -                                                                      | 68’                                                                    |
| 17-11-2024                                                             | Skopje                                                                 | Macedonia del Nord                                                     | 1 – 0                                                                  | Fær Øer                                                                | UEFA Nations League 2024-2025 - 1º turno                               | -                                                                      | 51’ 79’                                                                |
| 22-3-2025                                                              | Hradec Králové                                                         | Rep. Ceca                                                              | 2 – 1                                                                  | Fær Øer                                                                | Qual. Mondiali 2026                                                    | -                                                                      | 64’                                                                    |
| 25-3-2025                                                              | Nikšić                                                                 | Montenegro                                                             | 1 – 0                                                                  | Fær Øer                                                                | Qual. Mondiali 2026                                                    | -                                                                      | 46’                                                                    |
| 5-6-2025                                                               | Tbilisi                                                                | Georgia                                                                | 1 – 0                                                                  | Fær Øer                                                                | Amichevole                                                             | -                                                                      | 63’ 71’                                                                |
| Totale                                                                 |                                                                        | Presenze                                                               | 23                                                                     |                                                                        | Reti                                                                   | 1                                                                      |                                                                        |

## Palmarès

### Club

#### Competizioni nazionali
- Coppa delle Fær Øer: 1

NSÍ Runavík: 2017